# Liolaemus multicolor
Espèce
Synonymes
- Liolaemus signifer var. multicolor Koslowsky, 1898

Statut de conservation UICN

 LC  : Préoccupation mineure
Liolaemus multicolor est une espèce de sauriens de la famille des Liolaemidae.

## Répartition
Cette espèce se rencontre au Chili dans la province d'El Loa dans la région d'Antofagasta et en Argentine dans les provinces de Jujuy et de Salta. Elle est présente entre 3 000 et 4 400 m d'altitude.

## Description
C'est un saurien vivipare.

## Publication originale
- Koslowsky, 1898 : Enumeración sistemática y distribución geográfica de los reptiles argentinos. Revista del Museo de La Plata, vol. 8, p. 161–200 (texte intégral).